# Élections générales ontariennes de 1995
L'élection générale ontarienne de 1995 se déroule le 8 juin 1995 afin d'élire les députés à l'Assemblée législative de l'Ontario. Il s'agit de la 36e élection générale dans cette province du Canada depuis la confédération canadienne de 1867. Les brefs sont émis le 28 avril 1995. Le jour du scrutin, le Parti progressiste-conservateur de Mike Harris est élu à un gouvernement majoritaire avec sa plateforme de la Révolution du bon sens.

## Contexte
Le Nouveau Parti démocratique de l'Ontario, au pouvoir depuis l'élection de 1990 et dirigé par le premier ministre Bob Rae, est défait par les électeurs mécontents des nombreuses erreurs commises par le parti inexpérimenté et frustrés par la récession, les impôts qui montent en flèche, et le chômage. Le NPD s'était aliéné une bonne partie de sa base du mouvement syndical à cause de l'impopularité de sa loi sur le Contrat social en 1993.
Les libéraux de Lyn McLeod trônaient dans les sondages pour la majeure partie de la période de 1992 à 1995 et partaient favoris pour profiter de l'effondrement des appuis néo-démocrates. Toutefois, le parti endommage sa crédibilité par une série de virages politiques dans la période conduisant à l'élection. Notamment, elle retire l'appui du Parti libéral à un projet de loi d'union civile pour les homosexuels introduit par le gouvernement néo-démocrate en 1994. Sa décision est vue comme cynique et opportuniste à la suite d'une défaite récente des libéraux lors d'une élection partielle dans une circonscription socialement conservatrice. Le parti se fait une réputation d'incohérence tout en s'aliénant ses électeurs socialement progressistes.
Le débat des chefs télévisés est souvent considéré comme le point tournant de la campagne. Au cours du débat, McLeod est considérée comme beaucoup trop agressive, ce qui repousse bon nombre d'électeurs. Mike Harris utilise le temps qui lui est alloué pour s'adresser directement à la caméra pour communiquer la plateforme de la Révolution du bon sens de son parti, ignorant pour ainsi dire toutes les questions qui lui sont adressées par Rae et McLeod et refusant de se faire embarquer dans leur débat. Puisque les appuis aux libéraux étaient déjà instables, plusieurs électeurs qui jusque-là penchaient vers les libéraux rallient au Parti progressiste-conservateur après le débat.
Le Parti progressiste-conservateur de Harris trouve le succès avec sa plateforme axée sur les baisses d'impôts sur le revenu, des taux d'assistance sociale et des dépenses du gouvernement. Environ la moitié des sièges remportés par le parti proviennent des régions autour de la région métropolitaine de Toronto, surtout dans la ceinture de banlieues entourant la ville et souvent appelée le « 905 » à cause de son code régional.
De plus, en se présentant comme un populiste représentant les « Ontariens ordinaires » plutôt que les « groupes d'intérêts », Harris parvient à se construire une base pour les conservateurs au sein de la classe ouvrière. Bien qu'il y ait eu plusieurs différences au niveau régional, un très grand nombre d'électeurs de la classe ouvrière ont transféré leur vote depuis le NPD directement aux conservateurs au cours de l'élection, permettant à ces derniers de remporter des circonscriptions traditonnellement néo-démocrates tels que Cambridge et Oshawa.
À cause de ces facteurs, les électeurs donnent aux conservateurs une très large majorité ; les libéraux terminent l'élection avec encore moins de votes que lors de l'élection de 1990. Le gouvernement néo-démocrate, malgré une amélioration dans certaines circonscriptions du nord de l'Ontario, est défait sans ambiguïté et réduit au statut de tiers parti à l'Assemblée législative. McLeod et Rae démissionnent tous deux de la direction de leurs partis respectifs peu après l'élection.
Un candidat indépendant est élu : Peter North, dans la circonscription d'Elgin. North avait été élu en 1990 en tant que néo-démocrate, mais avait quitté le NPD et annoncé son intention d'être candidat progressiste-conservateur. Il se présente en tant qu'indépendant après que les conservateurs lui eurent refusé de présenter sa candidature. Il devient le premier député indépendant à être élu en Ontario depuis 1934.

## Sondages
Initialement très populaire, le NPD chute drastiquement dans les sondages du printemps 1991 au printemps 1994, le parti obtenant à ce moment-là seulement 15 % d'appui dans les intentions de votes. Le Parti libéral et le Parti progressiste-conservateur profitent de l'effondrement des appuis au NPD, même si les libéraux maintiennent une avance d'environ 10 points sur les progressistes-conservateurs jusqu'à la mi-1993.
Au début 1994 le Parti libéral poursuit et accentue sa montée dans les intentions de votes, au détriment des progressistes-conservateurs, et atteint régulièrement les 50 % d'intentions de votes à partir de mars 1994. Les appuis se stabilisent ensuite jusqu'au déclenchement de la campagne en avril 1995, avec une légère remontée du NPD qui se stabilise autour de 20 % d'appuis.
Lors de la campagne électorale un déplacement conséquent des appuis du Parti libéral au Parti progressiste-conservateur se produit alors que le NPD maintient ses appuis autour de 20 %.
|                                              |
| - Progressiste-conservateurs - Libéral - NPD |

| Dernier jour du sondage | P.-C.                                               | Lib                                                 | NPD                                                 | Autres                                              | Sondeur                                             | Échantillon                                         | ME                                                  | Source                                              |                                                     |
| ----------------------- | --------------------------------------------------- | --------------------------------------------------- | --------------------------------------------------- | --------------------------------------------------- | --------------------------------------------------- | --------------------------------------------------- | --------------------------------------------------- | --------------------------------------------------- | --------------------------------------------------- |
| Dernier jour du sondage |                                                     |                                                     |                                                     |                                                     | Sondeur                                             | Échantillon                                         | ME                                                  | Source                                              |                                                     |
| Résultat du vote        | 44,8                                                | 31,1                                                | 20,6                                                | 3,5                                                 |                                                     |                                                     |                                                     |                                                     |                                                     |
| 4 juin 1995             | 42                                                  | 35                                                  | 20                                                  | 3                                                   | Gallup                                              | NC                                                  | ± 3,1                                               | [ 1 ]                                               |                                                     |
| 31 mai 1995             | 44                                                  | 34                                                  | 20                                                  | 2                                                   | Angus Reid                                          | 1 000                                               | ± 3,2                                               | [ 2 ]                                               |                                                     |
| 25 mai 1995             | 39                                                  | 35                                                  | 21                                                  | 5                                                   | Angus Reid                                          | 525                                                 | ± 4,5                                               | [ 3 ]                                               |                                                     |
| 28 avril 1995           | Déclenchement officiel des élections générales      | Déclenchement officiel des élections générales      | Déclenchement officiel des élections générales      | Déclenchement officiel des élections générales      | Déclenchement officiel des élections générales      | Déclenchement officiel des élections générales      | Déclenchement officiel des élections générales      | Déclenchement officiel des élections générales      | Déclenchement officiel des élections générales      |
| 24 avril 1995           | 28                                                  | 46                                                  | 21                                                  | 5                                                   | Angus Reid                                          | NC                                                  | ± 4,5                                               | [ 4 ]                                               |                                                     |
| 29 mars 1995            | 24                                                  | 48                                                  | 18                                                  | 9                                                   | Angus Reid                                          | NC                                                  | ± 5,0                                               | [ 5 ]                                               |                                                     |
| 29 mars 1995            | 25                                                  | 51                                                  | 21                                                  | 4                                                   | Environics                                          | 1 000                                               | ± 3,0                                               | [ 6 ]                                               |                                                     |
| 26 mars 1995            | 24                                                  | 51                                                  | 19                                                  | 6                                                   | Angus Reid                                          | NC                                                  | ± 4,5                                               | [ 7 ]                                               |                                                     |
| 25 février 1995         | 23                                                  | 54                                                  | 17                                                  | 7                                                   | Angus Reid                                          | 525                                                 | ± 4,5                                               | [ 8 ]                                               |                                                     |
| 14 octobre 1994         | 30                                                  | 52                                                  | 15                                                  | 3                                                   | Environics                                          | 1 004                                               | ± 3,0                                               | [ 9 ]                                               |                                                     |
| 5 août 1994             | 29                                                  | 51                                                  | 17                                                  | 3                                                   | Environics                                          | 1 001                                               | ± 3,0                                               | [ 10 ]                                              |                                                     |
| 1er juin 1994           | 27                                                  | 47                                                  | 15                                                  | 11                                                  | Angus Reid                                          | NC                                                  | NC                                                  | [ 11 ]                                              |                                                     |
| mai 1994                | 26                                                  | 52                                                  | 14                                                  | 8                                                   | Angus Reid                                          | 1 004                                               | ± 3,1                                               | [ 12 ]                                              |                                                     |
| 24 avril 1994           | 24                                                  | 55                                                  | 14                                                  | 7                                                   | Environics                                          | 1 004                                               | ± 3,0                                               | [ 13 ]                                              |                                                     |
| 18 mars 1994            | 23                                                  | 54                                                  | 12                                                  | 11                                                  | Compas                                              | NC                                                  | NC                                                  | [ 14 ]                                              |                                                     |
| 21 octobre 1993         | 32                                                  | 49                                                  | 13                                                  | 6                                                   | Environics                                          | 1 026                                               | ± 3,1                                               | [ 15 ]                                              |                                                     |
| 5 août 1993             | 41                                                  | 36                                                  | 21                                                  | 2                                                   | Angus Reid                                          | 562                                                 | ± 4,0                                               | [ 16 ]                                              |                                                     |
| 26 avril 1993           | 39                                                  | 42                                                  | 17                                                  | 2                                                   | Angus Reid                                          | 560                                                 | ± 4,0                                               | [ 17 ]                                              |                                                     |
| 18 avril 1993           | 29                                                  | 45                                                  | 22                                                  | 4                                                   | Environics                                          | 1 007                                               | ± 3,2                                               | [ 18 ]                                              |                                                     |
| 22 février 1993         | 26                                                  | 48                                                  | 23                                                  | 3                                                   | Angus Reid                                          | 561                                                 | ± 4,0                                               | [ 19 ]                                              |                                                     |
| 4 janvier 1993          | 30                                                  | 43                                                  | 22                                                  | 5                                                   | Angus Reid                                          | 561                                                 | ± 4,0                                               | [ 20 ]                                              |                                                     |
| 6 décembre 1992         | 30                                                  | 42                                                  | 25                                                  | 3                                                   | Angus Reid                                          | 551                                                 | ± 4,2                                               | [ 21 ]                                              |                                                     |
| 2 novembre 1992         | 31                                                  | 40                                                  | 26                                                  | 3                                                   | Angus Reid                                          | 551                                                 | ± 4,2                                               | [ 22 ]                                              |                                                     |
| 26 octobre 1992         | L'Accord de Charlottetown est rejeté par référendum | L'Accord de Charlottetown est rejeté par référendum | L'Accord de Charlottetown est rejeté par référendum | L'Accord de Charlottetown est rejeté par référendum | L'Accord de Charlottetown est rejeté par référendum | L'Accord de Charlottetown est rejeté par référendum | L'Accord de Charlottetown est rejeté par référendum | L'Accord de Charlottetown est rejeté par référendum | L'Accord de Charlottetown est rejeté par référendum |
| 25 juin 1992            | 28                                                  | 42                                                  | 25                                                  | 5                                                   | Environics                                          | 1 000                                               | ± 3,2                                               | [ 23 ]                                              |                                                     |
| 25 mars 1992            | 24                                                  | 40                                                  | 31                                                  | 5                                                   | Angus Reid                                          | 538                                                 | ± 4,5                                               | [ 24 ]                                              |                                                     |
| 18 mars 1992            | 23                                                  | 42                                                  | 28                                                  | 7                                                   | Environics                                          | 1 003                                               | ± 3,1                                               | [ 25 ]                                              |                                                     |
| 4 mars 1992             | 20                                                  | 41                                                  | 36                                                  | 3                                                   | Angus Reid                                          | NC                                                  | ± 4,5                                               | [ 26 ]                                              |                                                     |
| 9 février 1992          | Lyn McLeod devient cheffe du Parti libéral          | Lyn McLeod devient cheffe du Parti libéral          | Lyn McLeod devient cheffe du Parti libéral          | Lyn McLeod devient cheffe du Parti libéral          | Lyn McLeod devient cheffe du Parti libéral          | Lyn McLeod devient cheffe du Parti libéral          | Lyn McLeod devient cheffe du Parti libéral          | Lyn McLeod devient cheffe du Parti libéral          | Lyn McLeod devient cheffe du Parti libéral          |
| 3 janvier 1992          | 24                                                  | 30                                                  | 42                                                  | 4                                                   | Angus Reid                                          | 551                                                 | ± 4,5                                               | [ 27 ]                                              |                                                     |
| 27 novembre 1991        | 21                                                  | 35                                                  | 41                                                  | 3                                                   | Angus Reid                                          | 550                                                 | NC                                                  | [ 28 ]                                              |                                                     |
| 29 octobre 1991         | 23                                                  | 32                                                  | 43                                                  | 2                                                   | Angus Reid                                          | 551                                                 | ± 4,5                                               | [ 29 ]                                              |                                                     |
| 11 septembre 1991       | 24                                                  | 27                                                  | 46                                                  | 4                                                   | Angus Reid                                          | 545                                                 | ± 4,5                                               | [ 30 ]                                              |                                                     |
| 7 septembre 1991        | 18                                                  | 41                                                  | 36                                                  | 5                                                   | Gallup                                              | 374                                                 | ± 5,0                                               | [ 30 ]                                              |                                                     |
| 1er août 1991           | 23                                                  | 37                                                  | 40                                                  | 0                                                   | Angus Reid                                          | 553                                                 | ± 4,5                                               | [ 31 ]                                              |                                                     |
| 13 juillet 1991         | 24                                                  | 43                                                  | 26                                                  | 7                                                   | Gallup                                              | 379                                                 | ± 5,0                                               | [ 32 ]                                              |                                                     |
| 15 juin 1991            | 15                                                  | 41                                                  | 37                                                  | 7                                                   | Gallup                                              | 369                                                 | ± 5,0                                               | [ 33 ]                                              |                                                     |
| 7 mai 1991              | 23                                                  | 24                                                  | 49                                                  | 4                                                   | Angus Reid                                          | NC                                                  | NC                                                  | [ 34 ]                                              |                                                     |
| 20 mars 1991            | 17                                                  | 17                                                  | 64                                                  | 2                                                   | Angus Reid                                          | 539                                                 | ± 4,5                                               | [ 35 ]                                              |                                                     |
| 28 octobre 1990         | 14                                                  | 24                                                  | 58                                                  | 4                                                   | Gallup                                              | NC                                                  | NC                                                  | [ 36 ]                                              |                                                     |
| Élections de 1990       | 23,5                                                | 32,4                                                | 37,6                                                | 6,5                                                 |                                                     |                                                     |                                                     |                                                     |                                                     |

## Résultats
| Parti progressiste-conservateur | Parti libéral | Nouveau Parti démocratique | Indépendant |
| 82 sièges                       | 30 sièges     | 17 sièges                  | 1 siège     |
| ^                               |               |                            |             |
| majorité                        |               |                            |             |

### Résultats par parti politique
| Parti | Parti                     | Chef           | Candidats | Sièges | Sièges | Sièges | Sièges | Voix      | Voix   | Voix  |
| Parti | Parti                     | Chef           | Candidats | 1990   | diss.  | Élus   | +/-    | Nb        | %      | +/-   |
| ----- | ------------------------- | -------------- | --------- | ------ | ------ | ------ | ------ | --------- | ------ | ----- |
|       | Progressiste-conservateur | Mike Harris    | 125       | 20     | 21     | 82     | +62    | 1 870 110 | 44,8 % | +21,3 |
|       | Libéral                   | Lyn McLeod     | 125       | 36     | 34     | 30     | -6     | 1 291 326 | 31,1 % | -1,3  |
|       | NPD                       | Bob Rae        | 125       | 74     | 69     | 17     | -57    | 854 163   | 20,6 % | -17,0 |
|       | Coalition des familles    | Donald Pennell | 55        | -      | -      | -      | -      | 61 657    | 1,5 %  | -0,1  |
|       | Loi naturelle             | Ron Parker     | 68        | -      | -      | -      | -      | 18 326    | 0,4 %  | +0,4  |
|       | Vert                      | Frank de Jong  | 37        | -      | -      | -      | -      | 14 108    | 0,4 %  | -0,3  |
|       | Libertarien               | John Shadbolt  | 18        | -      | -      | -      | -      | 6 085     | 0,2 %  | -0,4  |
|       | Freedom                   | Jack Plant     | 11        | -      | -      | -      | -      | 4 532     | 0,1 %  | -0,1  |
|       | Confederation of Regions  | NC             | 6         | -      | -      | -      | -      | 3 971     | 0,1 %  | -1,8  |
|       | Communiste                | Darrell Rankin | 5         | -      | -      | -      | -      | 1 015     | 0 %    | -0,08 |
|       | Indépendant               | Indépendant    | 61        | -      | 2      | 1      | +1     | 33 077    | 0,8 %  | +0,5  |
|       | Vacant                    | Vacant         | Vacant    | Vacant | 4      |        |        |           |        |       |
| Total | Total                     | Total          | 636       | 130    | 130    | 130    |        | 4 158 370 | 100 %  |       |

Notes :
Au moins cinq partis non-enregistrés présentent des candidats lors de cette élection.
- L'Association réformiste de l'Ontario présente quinze candidats. Leur chef est Kimble Ainslie. Un article du Globe and Mail du 19 août 1995 rapporte que le parti a remporté 6 400 voix
- John Steele fait campagne en tant que candidat de la Ligue communiste.
- Le Parti du renouveau de l'Ontario (Ontario Renewal Party) présente un certain nombre de candidats sous la direction de Diane Johnston. Il s'agit du Parti mraxiste-léniniste du Canada sous un nom différent.
- Amani Oakley et Joe Flexer sont candidats « ouvrier indépendant » à Toronto avec l'appui de membres anciens ou dissidents du Nouveau Parti démocratique de l'Ontario, ainsi que de l'OPSEU dans le cas d'Oakley et des Travailleurs canadiens de l'automobile dans le cas de Flexer .
- Le Parti abolitionniste de John Turmel présente au moins deux candidats.

Les candidats des partis susmentionnés sont listés sur les bulletins en tant qu'indépendants. Il est également possible que d'autres candidats listés en tant qu'indépendants ait été en fait des candidats pour ces partis ou d'autres partis non-enregistrés.